# Ministère de l'Enseignement supérieur et de la Recherche scientifique (Côte d'Ivoire)
Pour les articles homonymes, voir Ministère de l'Enseignement supérieur et de la Recherche scientifique.
Le ministère de l’Enseignement supérieur et de la Recherche scientifique (MESRS) est un des deux ministères ivoiriens chargés de l'enseignement en Côte d'Ivoire. Il est, en outre, le principal ministère chargé de la recherche. Il est situé dans la tour C de la cité administrative d'Abidjan.